# توماس ل هامر
توماس ل هامر (بالإنجليزية: Thomas L. Hamer)‏ (و. 1800 – 1846 م)هو سياسي، ومحامي من الولايات المتحدة الأمريكية . ولد في مقاطعة نورثمبرلاند .
وهو عضو في الحزب الديمقراطي الأمريكي .
توفي في مونتيري، المكسيك .

## معرض صور

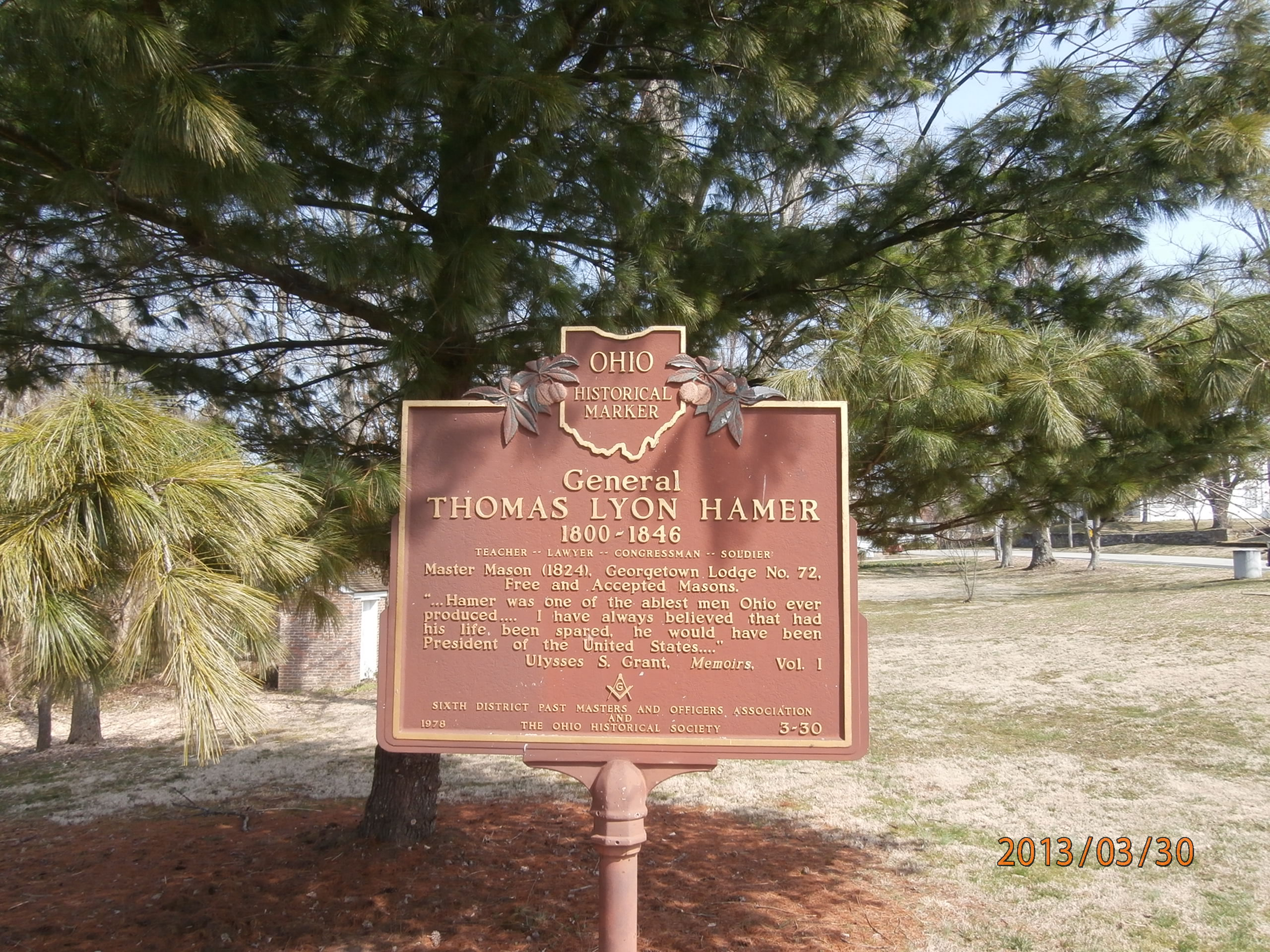
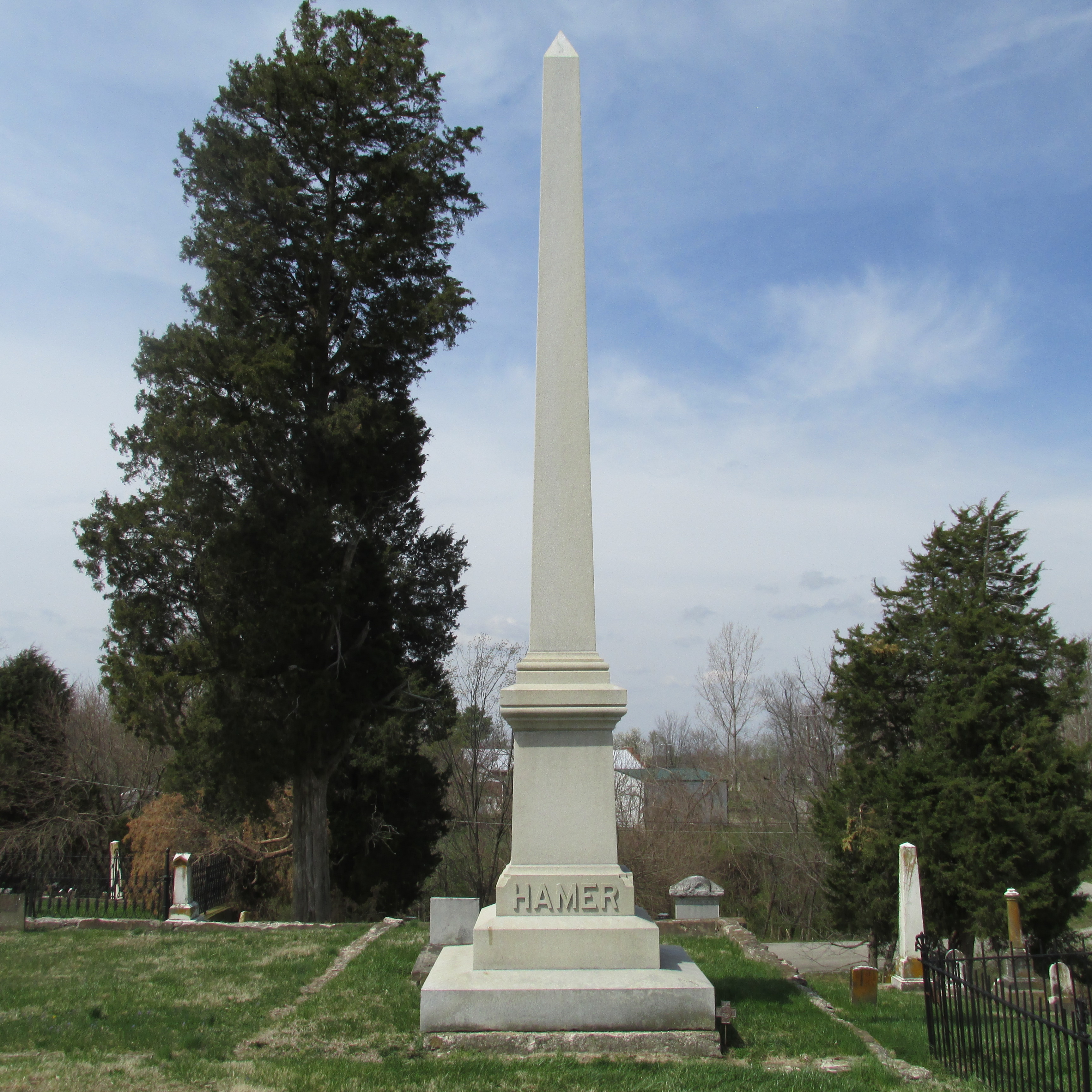
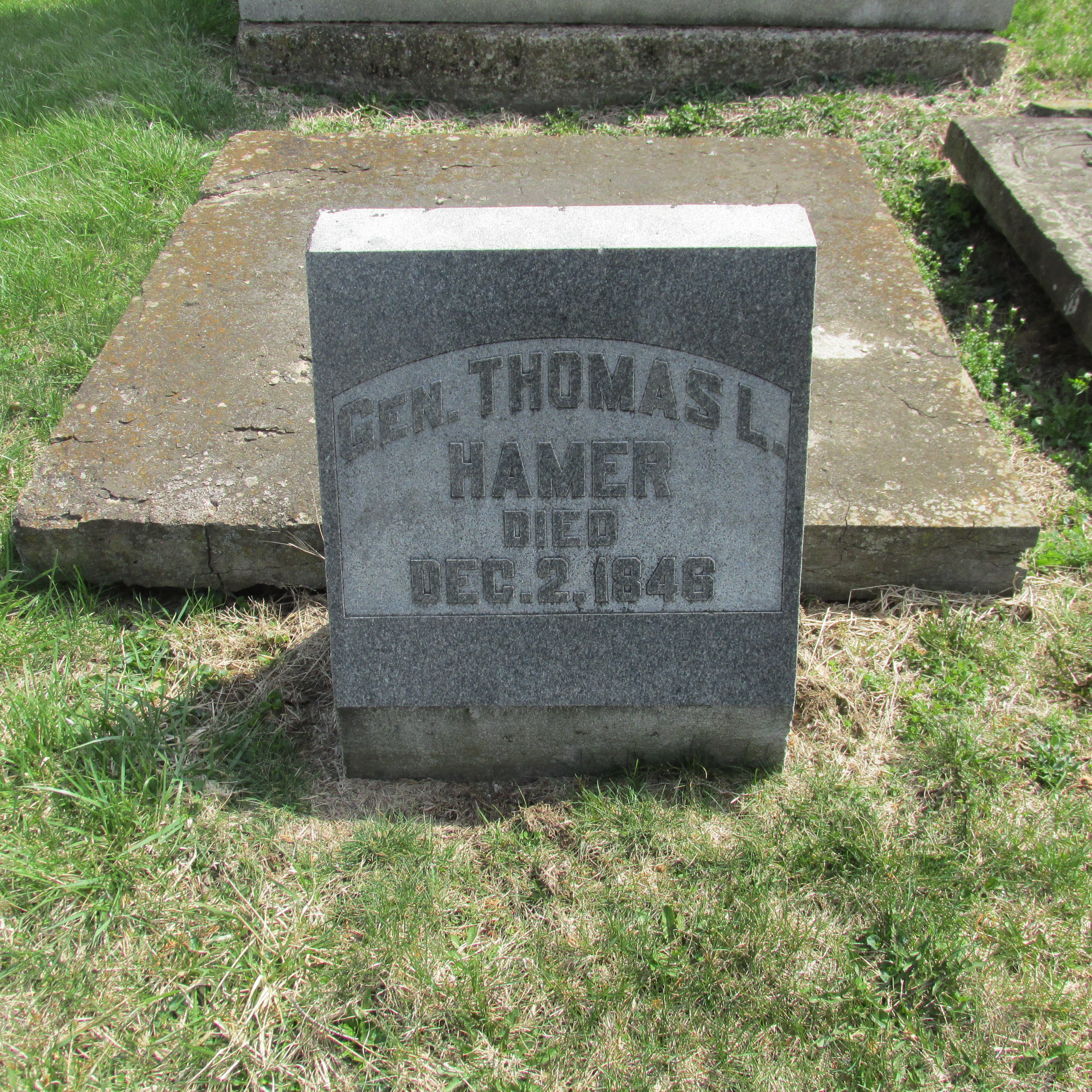